# Herbert Friedman
Herbert Friedman (Brooklyn, 21 de junho de 1916 — Condado de Arlington, 9 de setembro de 2000) foi um físico estadunidense.
Foi pioneiro na aplicação de foguetes de sondagem à física solar, aeronomia e astronomia. Também foi estadista e defensor público para as ciências.

## Condecorações
- Medalha Eddington 1964)
- Medalha Nacional de Ciências 1968
- Medalha William Bowie 1981
- Henry Norris Russell Lectureship 1983
- Prêmio Wolf de Física 1987

Foi eleito membro da Academia Nacional de Ciências dos Estados Unidos, em 1960, e da American Philosophical Society, em 1964.